# آموباربیتال
آموباربیتال (به انگلیسی: Amobarbital) (قبلاً آمیلوباربیتون یا سدیم آمیتال به عنوان نمک سدیم قابل انحلال شناخته می‌شد) این دارو، دارویی از مشتقات باربیتورات است و تأثیر آرام‌بخشی - خواب‌آور دارد. رنگ این ماده، کریستالی سفید و بدون بو و طعم کمی تلخ است و اولین بار در آلمان در سال ۱۹۲۳ سنتز شد. اگر آموباربیتال به مدت طولانی مصرف شود، می‌تواند وابستگی جسمی و روانی ایجاد کند و در صورت ترک ناگهانی ممکن است باعث هذیان خمری شده و مرگ‌بار باشد. آموباربیتال توسط کمپانی ایلای لی‌لی اند کامپنی در آمریکا با نام تجاری آمیتال در کپسول‌های گلوله ای شکل به رنگ آبی روشن (معروف به Pulvules) یا به شکل قرص‌های صورتی (معروف به Diskets) تولید اما پس از مدتی، به دلیل سوءمصرف گستردهٔ این دارو، تولید آموباربیتال توسط این کمپانی متوقف شد.

## موارد مصرف

### تأیید شده
- اضطراب
- صرع
- بیخوابی
- تست وادا

### تأیید نشده
آموباربیتال اصطلاحاً به‌عنوان یک سرم حقیقت شهرت دارد. تحت تأثیر دارو، فرد اطلاعاتی را افشا کند که در شرایط عادی از بیان آن‌ها خودداری می‌کند.رویکرد روان پویشی در درمان اختلال استرس پس از سانحه(PTSD)، از روشی به نام مصاحبه آموباریتال استفاده می‌کند، این رویکرد سعی دارد با تخلیه هیجانی و پالایش هیجانات (Catharsis) این اختلال را درمان کند، برای تسهیل این فرایند تخلیه هیجانی در طی مصاحبه بالینی از آرام بخش آموباریتال استفاده می‌شود تا بیمار برای صحبت آرام تر شود
این دارو ممکن است به‌صورت تزریق وریدی برای بیماران مبتلا به جنون جوانی و اختلال گفتاری، تجویز شود.
آموباربیتال از دهه ۱۹۸۰، مورد سوءمصرف گسترده‌ای قرار گرفته‌است و به‌دلیل کپسول آبی‌رنگ آن، به‌طور عامیانه به «بهشت آبی» معروف شده‌است.

## تداخل دارویی

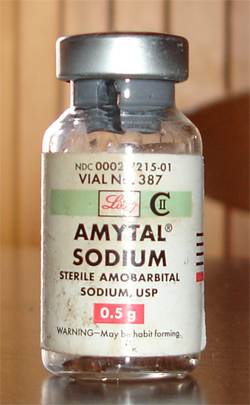
یک ویال سدیم آمیتال

هنگام مصرف آموباربیتال باید از مصرف داروهای زیر خودداری شود:
- داروهای ضد آریتمی مانند وراپامیل و دیگوکسین
- داروهای ضد صرع، مانند فنوباربیتال و کاربامازپین
- آنتی‌هیستامین‌ها مانند داکسی لامین و کلماستین
- داروهای ضد فشار خون مانند آتنولول و پروپرانولول
- اتانول
- بنزودیازپین‌ها مانند دیازپام، کلونازپام، نیترازپام، آلپرازولام یا لورازپام
- کلرامفنیکل
- کلرپرومازین
- سیکلوفسفامید
- سیکلوسپورین
- دیجی توکسین
- دوکسوروبیسین
- داکسی‌سایکلین
- متوکسی فلوران
- مترونیدازول
- مسکن‌های مخدر، مانند مورفین و اکسی‌کدون
- کینین
- استروئیدها، مانند پردنیزولون و کورتیزون
- تئوفیلین
- وارفارین